# 티버드
티버드는 뮤지컬 배우들로 구성된 대한민국의 음악 그룹이다. 2019년 싱글 앨범 《롹스타 (ROCK STAR)》로 데뷔했다.

## 음반
- 롹스타 (ROCK STAR) (2019)